# Tamaz Pertia
Tamaz Pertia, gruz. თამაზ პერტია (ur. 23 grudnia 1974 w Tbilisi, Gruzińska SRR) – gruziński piłkarz, grający na pozycji pomocnika, trener piłkarski.

## Kariera klubowa
Pertia rozpoczynał swoją profesjonalną karierę w klubach Guria Lanczchuti i Metalurgi Rustawi, często wracając do nich. Od maja do czerwca 1995 bronił barw ukraińskiego klubu Temp Szepetówka. W sezonie 1996/97 występował w Merani Tbilisi, po czym został zaproszony do mistrza Łotwy Skonto Ryga. Przez wysoką konkurencję nie potrafił przebić się do podstawowego składu i przed rozpoczęciem sezonu 1997 został wypożyczony do FK Ventspils, a w następnym roku do mołdawskiego Sheriffa Tyraspol. Zimą 2000 piłkarz został pełnoprawnym piłkarzem tyraspolskiego klubu, ale już latem 2001 powrócił do Łotwy. Do 2005 grał w takich klubach jak do FK Rīga, Dinaburg FC, RKB Arma i FC Ditton. W latach 2005–2006 zaliczył krótką przygodę w Lakamatyu Mińsk, w którym rozegrał tylko 7 meczów. Latem 2007 r. powrócił do Dinaburg FC, w którym po pół roku zakończył karierę piłkarską.

## Kariera trenerska
Jeszcze będąc zawodnikiem Dinaburgu rozpoczął pracę szkoleniową. Od 2008 prowadził klub z Dyneburgu. 5 października 2009 decyzją Zarządu LFF „Dinaburg” został wykluczony z mistrzostw Łotwy, a prezydent Oleg Gavrilov i trener Tamaz Pertia zdyskwalifikowani dożywotnio z łotewskiej piłki nożnej przez udział w totalizatorze. 2 czerwca 2010 Komisja Dyscyplinarna LFF anulowała dożywotnią dyskwalifikację Tamaza Pertii, zmieniając na warunkową dyskwalifikację w zawieszeniu do 1 lipca 2011 r., po czym natychmiast został powołany na stanowisko trenera Daugavy Dyneburg.
Po zmianie kierownictwa Daugavy 14 lipca 2011 zrezygnował z funkcji trenera, ale już wkrótce 2 sierpnia 2011 stał na czele JFK Olimps, podpisując kontrakt do końca sezonu z opcją dalszego przedłużenia. 
W 2012 został zaproszony na stanowisko głównego trenera w Skonto. Najpierw pracował z młodzieżą w drugiej drużynie, a potem poprowadził pierwszą drużynę klubu.

## Sukcesy i odznaczenia

### Sukcesy klubowe
- wicemistrz Łotwy: 2013
- finalista Pucharu Łotwy: 2013/2014
- finalista Superpucharu Łotwy: 2013